# Responsable d'hébergement
Le responsable d'hébergement d'un hôtel est la personne gérant l'entreprise ainsi que les différents services liés à l’hébergement.

## Formation
C'est un métier qui peut-être accessible avec un diplôme de type BTS, bac +3 , bac +4, bac +5 dans l'hôtellerie-restauration.